# Chetogena
Chetogena – rodzaj muchówek z rodziny rączycowatych (Tachinidae).

## Wybrane gatunki
- C. acuminata Róndani, 1859[1][3]
- C. alpestris Tschorsnig, 1997
- C. arnaudi (Reinhard, 1956)[2]
- C. claripennis (Macquart, 1848)[2]
- C. clunalis (Reinhard, 1956)[2]
- C. edwardsii (Williston, 1889)[2]
- C. fasciata (Egger, 1856)[1]
- C. filipalpis Róndani, 1859
- C. gelida (Coquillett, 1897)[2]
- C. gynaephorae Chao & Shi, 1987[1]
- C. indivisa (Aldrich and Webber, 1924)[2]
- C. innocens (Wiedemann, 1830)[1]
- C. lophyri (Townsend, 1892)[2]
- C. mageritensis (Villeneuve & Mesnil, 1936)
- C. media Róndani, 1859[1]
- C. micronychia (Masson, 1969)
- C. nigrofasciata (Strobl, 1902)
- C. obliquata (Fallén, 1810)[1]
- C. omissa (Reinhard, 1934)[2]
- C. paradoxa (Brauer & von Bergenstamm, 1893)
- C. raoi Mesnil, 1968[4]
- C. rondaniana (Villeneuve, 1931)
- C. scutellaris (Wulp, 1890)[2]
- C. sellersi (Hall, 1939)[2]
- C. siciliensis (Villeneuve, 1924)
- C. subnitens (Aldrich and Webber, 1924)[2]
- C. tachinomoides (Townsend, 1892)[2]
- C. tschorsnigi Ziegler, 1999
- C. tuomuerensis Chao & Shi, 1987[1]
- C. tuomurensis Chao, 1985[1]
- C. vibrissata (Brauer and Bergenstamm, 1891)[2]